# Vedendo una foto di Bob Dylan/Mister Custer
Vedendo una foto di Bob Dylan/Mister Custer è il singolo di debutto di Pippo Franco, pubblicato dalla Arc nel 1967.

## Vedendo una foto di Bob Dylan
Vedendo una foto di Bob Dylan è un brano musicale scritto da Pippo Franco, su musica e arrangiamenti di Bruno Zambrini.
Il testo racconta di un ragazzo che mostrando le foto dei cantanti più famosi del momento (si cita oltre che Bob Dylan, anche Tom Jones e i Rolling Stones), riceve reazioni negative da parte del padre ma nonostante questo non demorde a voler diventare un beat.

## Mister Custer
Mister Custer è la canzone pubblicata sul lato B del singolo, cover del brano The Coward That Won The West di Larry Verne, scritta da Joseph Van Winkle, Fred Darian, Al De Lory e adattata in italiano dallo stesso Pippo Franco, in cui si narra la storia di un ragazzo mandato al fronte a far la guerra ma, che si dichiara pacifista ed incapace di sparare.
Entrambi i brani furono inseriti l'anno dopo nel primo album dell'attore, I personaggi di Pippo Franco.

## Edizioni
Il singolo fu pubblicato in Italia su 45 giri con numero di catalogo AN 4111 su etichetta ARC.